# Trjawna (gmina)
Trjawna (bułg. Община Трявна) – gmina w centralnej Bułgarii, w obwodzie Gabrowo.

## Miejscowości
Miejscowości wchodzące w skład gminy Trjawna:
- Armjankowci (bułg.: Армянковци),
- Azmanite (bułg.: Aзманите),
- Bachreci (bułg.: Бахреци),
- Bangejci (bułg.: Бангейци),
- Belica (bułg.: Белица),
- Biżowci (bułg.: Бижовци),
- Breżnicite (bułg.: Брежниците),
- Byrdarite (bułg.: Бърдарите),
- Byrdeni (bułg.: Бърдени),
- Christowci (bułg.: Христовци),
- Czakalite (bułg.: Чакалите),
- Czernowrych (bułg.: Черновръх),
- Daewci (bułg.: Даевци),
- Dimiewci (bułg.: Димиевци),
- Dobrewci (bułg.: Добревци),
- Dołni Marenci
- Dołni Radkowci (bułg.: Долни Радковци),
- Dołni Tomczewci
- Donczowci (bułg.: Дончовци),
- Donkino
- Dragnewci (bułg.: Драгневци),
- Drandarite (bułg.: Драндарите),
- Dyrwari (bułg.: Дървари),
- Dyskarite (bułg.: Дъскарите),
- Enczowci (bułg.: Енчовци),
- Fyrewci (bułg.: Фъревци),
- Fyrtuni (bułg.: Фъртуни),
- Gajdari
- Genczowci (bułg.: Генчовци),
- Głutnicite (bułg.: Глутниците),
- Golemi Stanczowci
- Gorjani
- Gorni Conewci
- Gorni Damjanowci (bułg.: Горни Дамяновци),
- Gorni Marenci (bułg.: Горни Маренци),
- Gorni Radkowci (bułg.: Горни Радковци),
- Jabyłkowci (bułg.: Ябълковци),
- Jawor (bułg.: Явор),
- Jowowci (bułg.: Йововци),
- Kaszenci (bułg.: Кашенци),
- Kerenite (bułg.: Керените),
- Kisełkowci (bułg.: Киселковци),
- Kisijcite (bułg.: Кисийците),
- Koewci (bułg.: Коевци),
- Kojczowci (bułg.: Койчовци),
- Kolu Ganew (bułg.: Колю Ганев),
- Konarskoto (bułg.: Конарското),
- Kresluwci (bułg.: Креслювци),
- Krystec (bułg.: Кръстец),
- Krystenjacite (bułg.: Кръстеняци),
- Małczowci (bułg.: Малчовци),
- Małki Stanczowci (bułg.: Малки Станчовци),
- Manewci (bułg.: Маневци),
- Marucekowci (bułg.: Маруцековци),
- Mateszowci (bułg.: Матешовци),
- Michowci,
- Milewci (bułg.: Милевци),
- Mogilite
- Mryzeci (bułg.: Мръзеци),
- Nedjałkowci
- Nenowci (bułg.: Неновци),
- Nikaczkowci (bułg.: Никачковци),
- Nikołaewo (bułg.: Николаево),
- Noseite (bułg.: Носеите),
- Nożerite (bułg.: Ножерите),
- Okoliite (bułg.: Околиите),
- Oszanite (bułg.: Ошаните),
- Pawlewci (bułg.: Павлевци),
- Płaczkowci (bułg.: Плачковци),
- Płaninci (bułg.: Планинци),
- Pobyk (bułg.: Побък),
- Popgergewci (bułg.: Попгергевци),
- Poprajkowci
- Prestoj (bułg.: Престой),
- Pyrżigrach (bułg.: Пържиграх),
- Raczowci (bułg.: Рачовци),
- Radewci (bułg.: Радевци),
- Radino (bułg.: Радино),
- Raewci (bułg.: Раевци),
- Rajnuszkowci (bułg.: Райнушковци),
- Ralewci (bułg.: Ралевци),
- Raszowite (bułg.: Рашовите),
- Ruewci (bułg.: Руевци),
- Seczen kamyk (bułg.: Сечен камък),
- Skorcite (bułg.: Скорците),
- Sliwowo
- Stajnowci (bułg.: Стайновци),
- Stanczow chan (bułg.: Станчов хан),
- Strażata (bułg.: Стражата),
- Strymci (bułg.: Стръмци),
- Swirci (bułg.: Свирци),
- Tomczewci (bułg.: Томчевци),
- Trjawna (bułg.: Трявна) – siedziba gminy,
- Welenci (bułg.: Веленци),
- Wełczowci (bułg.: Велчовци),
- Wełkowo (bułg.: Велково),
- Władowci
- Własatili
- Wojnicite
- Wyłkowci
- Zelenika (bułg.: Зеленика).